# رون دانتي
رون دانتي (بالإنجليزية: Ron Dante)‏ هو مغن مؤلف ومنتج أسطوانات وموسيقي ومغني أمريكي، ولد في 22 أغسطس 1945 في جزيرة ستاتن في الولايات المتحدة.

## وصلات خارجية
- رون دانتي على موقع IMDb (الإنجليزية)
- رون دانتي على موقع ميوزك برينز (الإنجليزية)
- رون دانتي على موقع قاعدة بيانات برودواي على الإنترنت (الإنجليزية)
- رون دانتي على موقع قاعدة بيانات برودواي على الإنترنت (الإنجليزية)
- رون دانتي على موقع قاعدة بيانات برودواي على الإنترنت (الإنجليزية)
- رون دانتي على موقع أول ميوزيك (الإنجليزية)
- رون دانتي على موقع ديسكوغز (الإنجليزية)
- رون دانتي على موقع قاعدة بيانات الفيلم (الإنجليزية)